# اسکوبی دو
اسکوبی دو (به انگلیسی: Scooby-Doo) یک فرنچایز رسانه‌ای آمریکایی متعلق به برادران وارنر انترتینمنت است که توسط نویسندگان، جو روبی و کن اسپیرز در سال ۱۹۶۹ از طریق مجموعه پویانمایی آنها، اسکوبی دو، کجایی!، برای هانا باربرا ایجاد شد (که در سال ۲۰۰۱ به برادران وارنر انیمیشن پیوست). در این مجموعه چهار نوجوان حضور دارند: فرد جونز، دافنی بلیک، ولما دینکلی و شگی راجرز و سگ گریت دین آنها به نام اسکوبی دو، که اسرار مربوط به موجودات ظاهراً ماوراءالطبیعی را از طریق یک سری کارهای خلاف و اشتباه در سفر با یک ون به نام «ماشین اسرارآمیز» حل می‌کنند. این فرنچایز شامل چندین فیلم لایو اکشن و نمایش است.
اسکوبی دو در ابتدا از شبکه سی‌بی‌اس از سال ۱۹۶۹ تا ۱۹۷۶ پخش شد و سپس به ای‌بی‌سی منتقل شد. ای‌بی‌سی نسخه‌های مختلفی از اسکوبی دو را تا سال ۱۹۸۵ پخش کرد و یک اسپین‌آف به نام توله‌ای به نام اسکوبی دو را از سال ۱۹۸۸ تا ۱۹۹۱ با شخصیت‌ها در سنین کودکی ارائه داد. دو نسخه جدید از اسکوبی دو بین سال‌های ۲۰۰۲ تا ۲۰۰۸ به عنوان بخشی از کیدز دبلیو بی در شبکه دبلیو بی و جانشین آن، سی‌دابلیو، پخش شدند. بازسازی‌های بیشتری برای کارتون نت‌ورک از سال ۲۰۱۰ تولید شد که تا ۲۰۱۸ ادامه داشت. تکرارهای سری‌های مختلف اسکوبی دو به طور مکرر در شبکه بومرنگ، کانال خواهر کارتون نت‌ورک، در ایالات متحده و سایر کشورها پخش می‌شود. آخرین مجموعه اسکوبی دو، اسکوبی دو و حدس بزن چه کسی؟ در ۲۷ ژوئن ۲۰۱۹ به عنوان یک مجموعه جدید در سرویس استریم بومرنگ و بعداً اچ‌بی‌او مکس رونمایی شد.
در سال ۲۰۱۳، مجله تی‌وی گاید اسکوبی دو را به عنوان پنجمین کارتون تلویزیونی برتر تمام دوران رتبه‌بندی کرد.

## توسعه

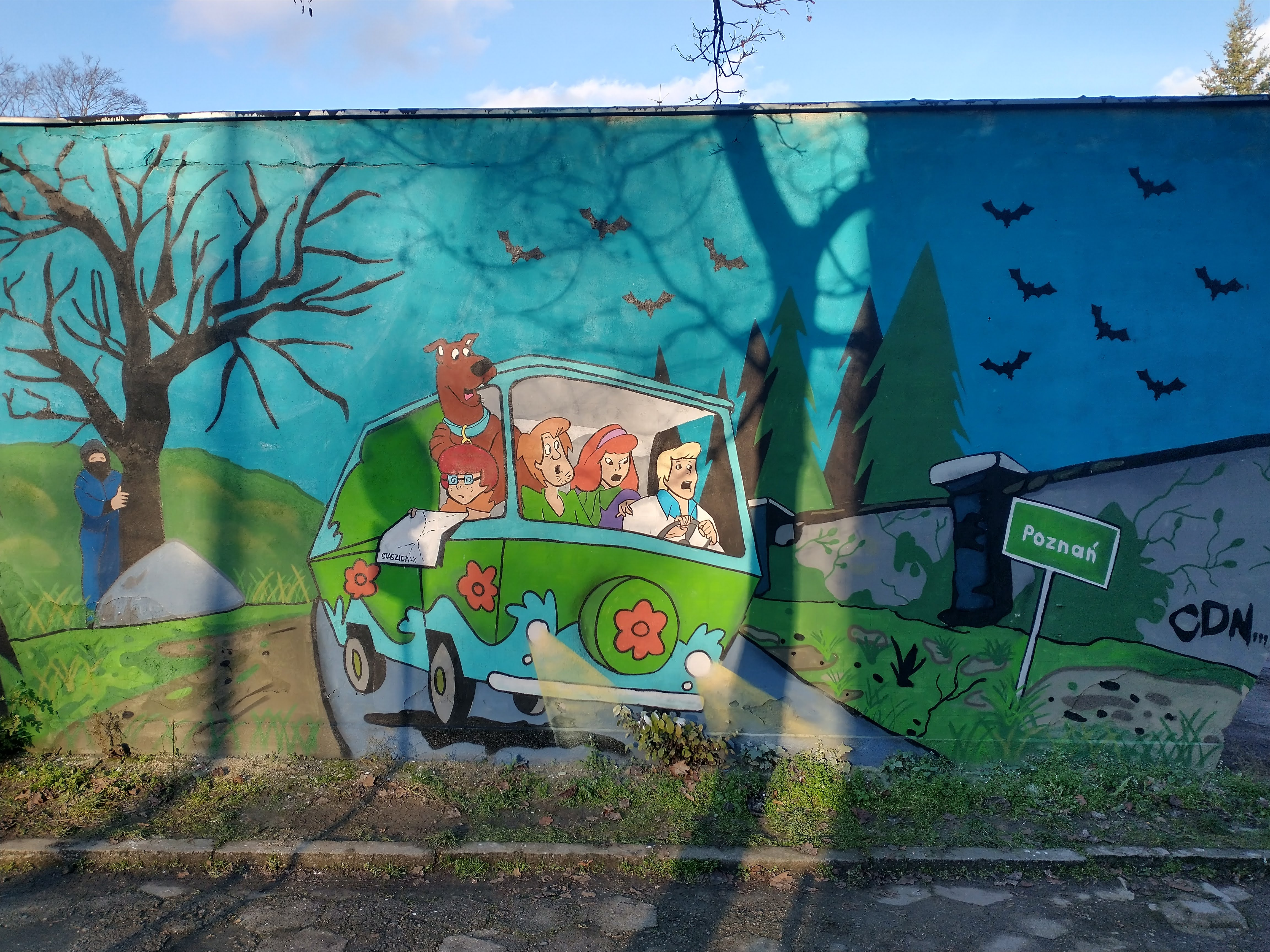
دیوارنگاری از اسکوبی دو، یونان

در سال ۱۹۶۸، سازمان‌های والدین، مخصوصاً «اقدام برای تلویزیون‌های کودکان» (ACT)، اعتراضات خود را به عنوان خشونت‌های شدید در کارتون‌های روز شنبه صبح آغاز کردند. [۶] اکثر این نمایش‌ها کارتون‌های هانا-باربارا مانند ارواح فضایی، هرکولوئید و پرنده و گلکسی تریو بود و تقریباً همه آن‌ها از سال ۱۹۶۹ به دلیل فشار گروه‌های والدین لغو شد. اعضای این گروه‌های تماشا به عنوان مشاوران هانا-باربارا و دیگر استودیوهای انیمیشن برای اطمینان از اینکه برنامه‌های جدید برای کودکان امن هستند، خدمت می‌کردند.
فرد سیلورمن، برنامه اجرایی برای برنامه‌ریزی روزانه در CBS، به دنبال یک نمایش است که هر دو روز به روز صبح خود را احیا می‌کند و لطفاً گروه‌های تماشا را تماشا کنید. نتیجه این نمایش Archie بود که بر اساس کمیک Comic Book Archie باب مونتانا ساخته شده‌است. همچنین تعداد موسیقی موفق به دست آوردن Archies در طول هر برنامه بود (یکی از آن‌ها «شکر، شکر»، موفق‌ترین شماره بیلبورد شماره یک ۱۹۶۹ بود). Silverman با تهیهکنندگی بر روی این موفقیت، ویلیام هانا و جوزف باربرا را در مورد ایجاد یک نمایش دیگر بر اساس یک گروه راک نوجوان، با نوجوانانی که اسرار را در بین اسطوره‌ها حل کردند، تماس گرفتند. سیلورمن این نمایش را به عنوان صلیبی بین سریال‌های تلویزیونی «من عاشق یک سریال راجع‌به» دهه ۱۹۴۰ و شخصیتهای آرچی یا سریال تلویزیونی محبوب «دنیای گمشده» را دوست داشت. [۸]
پس از تلاش برای توسعه نسخه خود از نمایش، به نام خانه از رمز و راز، [۱] باربرا، که توسعه یافته و فروش هانا باربرا نشان می‌دهد در حالی که هانا آن‌ها را تولید  پس از تلاش برای توسعه نسخه خود از نمایش، به نام خانه از رمز و راز، [۱] باربرا، که توسعه یافته و فروش هانا باربرا نشان می‌دهد در حالی که هانا آن‌ها را تولید، [۱] وظیفه همراه با داستان‌نویس جو روبی و کن اسپیرز، به عنوان به عنوان طراح هنرمند / شخصیت Iwao Takamoto. درمان آنها، که بخشی از آن در نمایش Archie بود، تحت عنوان The Mysteries Five نامگذاری شد و شامل پنج نوجوان بود: جف، مایک، کلی، لیندا و برادر لیندا، WW، همراه با سگ خود بازی "Too Much"، که در مجموع گروه اسرار گروه را تشکیل داد پنج هنگامی که The Secrets پنج در کنسرتها اجرا نشدند، آن‌ها از حل اسرار وحشت وحشتناکی که شامل ارواح، زامبی‌ها و دیگر موجودات فراطبیعی بودند را حل می‌کردند. روبی و اسپیرز نتوانستند تصمیم بگیرند که آیا بیش از حد یک سگ بزدلانه یا کوچک و شلوغ است. [۱] هنگامی که سابق انتخاب شد، روبی و اسپیرز بیش از حد به عنوان یک دونده بزرگ نوشت اما شخصیت سگ را به یک شجره بزرگ (شبیه به Sheepdog Archies, Hot Dog) درست قبل از ارائه خود به Silverman تجدید نظر، به عنوان روبی ترس از شخصیت خواهد بود بیش از حد شبیه به شخصیت کمیک استریو Marmaduke. [1] سیلورمن زمین اولیه خود را رد کرد و پس از مشاوره با باربارا در مراحل بعدی، اجازه باربرا را گرفت تا به جای یک گوسفند، بیش از حد دین بزرگ شود.
در طول مرحله طراحی، طراح برجسته کاراکتر Takamoto مشورت با یک همکار استودیویی داشت که پدربزرگ بزرگ دانمارکی بود. پس از یادگیری ویژگی‌های دانی بزرگ برنده جایزه از او، Takamoto اقدام به شکستن بسیاری از قوانین و بیش از حد طراحی شده با پاهای بیش از حد غوطه ور، چانه دو طرفه و عقب افتاده، در میان دیگر ناهنجاری‌ها.
دومین پاس روبی و اسپیرز در نمایش نشان می‌دهد که Dobie Gillis به عنوان الگو برای نوجوانان به جای Archie است. درمان این سگ را بیش از حد حفظ کرد، در حالی که کاهش تعداد نوجوانان تا چهار، از بین بردن شخصیت مایک و حفظ جف، کلی، لیندا و W.W. [9] همان‌طور که شخصیت‌های آن‌ها اصلاح شد، نام‌های شخصیتی نیز نامیده می‌شدند: جف تبدیل به "رونی" شد [۱۲] و بعدها به نام "فرد" (به درخواست سیلورمن) تغییر نام داد. [۱۳] کلی "Daphne"، لیندا "Velma" و W.W. "شلاق" نوجوانان در حال حاضر بر اساس چهار شخصیت نوجوان از The Many Loves of Dobie Gillis: Dobie Gillis, Thalia Menninger, Zelda Gilroy و Maynard G. Krebs به ترتیب. [۱] [۱۴] [۱۵]
این نمایش تجدید نظر شده به Silverman بازمی‌گردد، اما دوست داشت که این مطلب را نادیده بگیرد، اما به دلایل نامطلوب عنوان The Mysteries Five، تصمیم گرفت که نمایش را به نمایش بگذارد. S-S-Scared چه کسی است؟ [۱۶] سیلورمن کیست S-S-Scared را معرفی کرد؟ به مدیران CBS به عنوان مرکزی برای بلوک کارتونی روز شنبه صبح روزهای ۱۹۶۹–۷۰ فصل. فرانک استنون، رئیس‌جمهور CBS، احساس کرد که آثار هنری ارائه شده برای بینندگان جوان خیلی ترسناک بود و فکر کردن نشان می‌دهد همان است، تصمیم گرفت تا آن را منتقل کند. [۹] [۱۶]
سیلورمن دارای روبی، اسپیرز و کارکنان هانا باربره بدون مدرک برنامه‌نویسی فصل آینده، تدریس و ارائه مطالب را برای تثبیت نمایش و اصلاح عناصر کمدی خود تجدید نظر می‌کند. عنصر گروه راک کاهش یافته‌است، و توجه بیشتر به شکاف و بیش از حد متمرکز شده‌است. بر اساس روبی و اسپیرز، سیلورمن از پایان‌نامه فرانک سیناترا "doo-be-do-do-doo" در پایان ضبط خود "غریبه‌ها در شب" در پرواز به یکی از جلسات توسعه الهام گرفته شد و تصمیم گرفت تغییر نام اسباب بازی "Scooby-Doo" را تغییر دهید و Scooby-Doo را به نمایش بگذارید. کجاست؟ [۹] این نمایش تجدید نظر شده به مدیران CBS بازنویسی شده‌است که برای تولید آن را تأیید کرده‌استفاده شود.

## سریال‌های اصلی در تلویزیون پخش می‌شود

### سال‌های سی بی اس (۱۹۶۹–۱۹۷۵)
قسمت اول Scooby-Doo، کجای شماست؟ شنبه، ۱۳ سپتامبر ۱۹۶۹، "یک شب برای یک شوالیه" در شبکه CBS عرضه شد. صدای اصلی را که دونس مسیک بازیگر صداپیشه جانبازی Scooby-Doo، رادیو دی جی کیسی کاسیم (که بعدها از ۴۰ رادیو آمریکایی 40) Shaggy، بازیگر فرانک Welker (که بعدها بازیگر صدای سربازان در سمت راست خود) به عنوان فرد، بازیگر نیکول جف، به عنوان ولما و نوازنده ایندیرا استفانینا کریستفورسون به عنوان دافنه [۱۷] طرح‌های سخنرانی Scooby شبیه یک سگ کارتون قبلی، Astro از The Jetsons (1962-63)، نیز توسط Messick منتشر شد. [۲] هفده قسمت Scooby-Doo کجا هستند در سال‌های ۱۹۶۹ تا ۱۹۷۰ تولید شد. آهنگ تم سری با David Mook و Ben Raleigh نوشته شده و توسط لری مارکس اجرا شده‌است.
هر کدام از این قسمت‌ها ویژگی Scooby و چهار عضو نوجوان را از Mystery, Inc. -Fred, Shaggy, Daphne و Velma دریافت کرده و به مکان دیگری در Mystery Machine, Van را با رنگ‌های روانگردان و تصاویر قدرت گل می‌رسانند. آن‌ها با کشیدن یک روح، هیولا یا دیگر موجوداتی ظاهراً فراطبیعی که مردم محلی را آزار می‌دهند، تصمیم می‌گیرند که تحقیق کنند. بچه‌ها تقریباً به دنبال سرنخ‌ها و مظنونان در حالی که در تعقیب توسط هیولا تعقیب می‌شود. در نهایت، بچه‌ها می‌فهمند که ارواح و سایر فعالیت‌های انحصاری در واقع یک دروغ جدی است و اغلب با کمک یک تله روب گلدبرگ طراحی شده توسط فرد - آن‌ها تبه کار را تسخیر کرده و او را پنهان می‌کنند. جنایت به عنوان یک جسد و خنجر خون آشنا می‌شود که تلاش می‌کند با استفاده از داستان ارواح و صحنه و لباس، جرم را مخفی کند، جنایتکار دستگیر و به زندان می‌رسد، اغلب چیزی تقریباً مشابه با "... و من نیز با آن مواجه می‌شوم" اگر برای بچه‌ها دخالت نکرده بودید! "
Scooby-Doo، پسران هاردی ABC, Scooby-Doo، با موفقیت به رتبه‌بندی رسیده‌است و رتبه‌بندی‌های نیلسن گزارش می‌دهد که وقتی Scooby-Doo پخش شد، ۶۵ درصد از شنبه صبح شنبه در CBS تنظیم شده بود. [۱] [۹] این نمایش برای فصل دوم در سال ۱۹۷۰ تمدید شد که هشت قسمت آن تولید شد. هفت قسمت فصل دوم شامل ترانه‌های تعقیب شده برای آهنگ‌های پاپ bubblegum ثبت شده توسط آستین رابرتز، [۱۸] که همچنین آهنگ موضوع را برای این فصل دوباره ثبت کرد. با استفانینا کریستفرسون ازدواج کرده و از بازیگری بازنشسته شد، هدر شمال نقش Daphne را به عهده گرفت و تا سال ۱۹۹۷ به شخصیت صدا می‌پرداخت. [۱۹]
أثیر تلویزیون من عاشق یک رمز و راز و Dobie Gillis در قسمت اول ظاهر شد. از شباهت‌های نوجوانان Scooby-Do و نوجوانان Dobie Gillis، شباهت‌های Shaggy و Maynard بیشتر قابل توجه است؛ هر دو کاراکتر با هم بزنندهٔ سبک Beatnick-style، مدل موی مشابه و رفتار رفتار می‌کنند. [۱] فرض اصلی Scooby-Doo، شما کجا هستید؟ همچنین شبیه پنج کتاب مشهور انیید بلیتون بود. هر دو سری دارای چهار جوان با یک سگ بودند و پنج داستان معروف اغلب در اطراف یک رمز و راز گنجانده می‌شود که هرگز نمی‌تواند به صورت برانگیختنی باشد، اما به سادگی یک سر و صدا برای غلبه بر قصد واقعی حقه باز است.
قش هر شخصیت در این سری به شدت تعریف شده‌است: فرد رهبر و کارآگاه تعریف شده‌است، ولیما تحلیلگر هوشمند است؛ دافنه در معرض خطر قرار دارد؛ شگگی، گرسنگی است که از گرسنگی بیشتر انگیزه دارد تا هر گونه تمایل به حل اسرار، و Scooby شبیه به Shaggy است، صرف نظر از گرایش به Bob Hope-الهام گرفته از شجاعت موقت. [۹] نسخه‌های بعدی نمایش نشان می‌دهد که تغییرات جزئی در نقش‌های شخصیتی ایجاد شده، بیشتر به خصوص در شخصیت دافنه، نشان داده شده‌است در سال‌های ۱۹۹۰ و ۲۰۰۰ تولید Scooby-Doo به عنوان دانستن بسیاری از اشکال کاراته و داشتن توانایی دفاع از خود و کمتر از تمایل به ربوده شدن.

#### فیلم‌های جدید اسکوبی دوو
ر سال ۱۹۷۲ قسمت جدید یک ساعته تحت عنوان The New Scooby-Doo Movies ایجاد شد؛ هر بخش با یک ستاره مهمان واقعی یا خیالی که به باند کمک می‌کند اسرار را حل کند، از جمله کاراکترهای دیگر سری هانا-باربرا مانند هارلم گولبوتروترز، جوزی و پوسکات و اسباب بازی سرعت، شخصیتهای کمیک بتمن و رابین (که بعدها به هانا سریال Barbبیبیبییera, Super Friends، یک سال بعد) و افراد مشهور مانند Sandy Duncan, Adams Family, Cass Elliot, Phyllis Diller, Don Knotts و The Three Stooges. هیتی کورتین، هنرمند هانا باربرا، یک ترانه تم جدید برای این سری ایجاد کرد و موضوع کورتین برای بسیاری از برنامه پخش اصلی Scooby-Doo استفاده می‌شود. پس از دو فصل و ۲۴ قسمت از فرمت‌های فیلم‌های جدید از ۱۹۷۲ تا ۱۹۷۴، CBS شروع به پخش رونوشت Scooby-Doo اصلی کرد، کجا هستی؟ سری تا زمانی که گزینه خود را در سری در سال ۱۹۷۶ اجرا شد.

### سال‌های اول (۱۹۷۶–۱۹۹۱)

#### برنامه  اسکوبی دوو و همهٔ ستاره‌های لیگ برتر اسکوبی
در حال حاضر رئیس‌جمهور ABC، فرد سیلورمن با هانا-باربرا قرارداد را برای آوردن قسمت‌های جدید از Scooby-Doo به خط مقدم صبح شنبه صبح، که در آن نمایش گذاشته تغییرات تقریباً سالانه خط. برای فصل ۱۹۷۶–۷۷ خود، ۱۶ قسمت جدید از Scooby-Doo با یک نمایش جدید Hanna-Barbera, Dynomutt, Dog Wonder، برای ایجاد Scooby-Doo / Dynomutt ساعت پیوستند (این نمایش به Scooby-Doo / Dynomutt Show زمانی که پاداش Scooby-Doo، کجاست شما در نوامبر ۱۹۷۶ به بسته اضافه شد). جو روبی و کن اسپیرز، که در حال حاضر برای سیلورمن به عنوان سرپرستان برنامه‌های شنبه صبح روز شنبه کار می‌کنند، این برنامه را به Scooby-Doo اصلی خود بازگرداند، کجا هستند؟ فرمت، با اضافه کردن Scooby-Dum، پسر عموی کمدی Scooby که توسط Daws Butler بیان شده‌است، به عنوان شخصیت تکراری است. [۱] صدای خواننده از فیلم The New Scooby-Doo برای نیکول جف، که از سال ۱۹۷۳ بازنشسته شد، پخش شد. پت استیونز نقش او را به عنوان صدای Velma بر عهده گرفت.
رای سال‌های ۱۹۷۷ تا 1978 Scooby-Doo / Dynomutt نمایش دو ساعته بلوک برنامه‌ریزی Scooby's All-Star Laff-A-Lympics (1977-78) با اضافه کردن Laff-a-Lympics و Captain Caveman و Teen فرشتگان. Scooby-Doo علاوه بر هشت قسمت جدید Scooby-Doo و نمایش‌های سال ۱۹۶۹ نیز در سریال Laff-a-Lympics بلوک All Star به نمایش گذاشته شد که شامل ۴۵ شخصیت هانا-باربرا در نبرد شبکه Stars- تظاهرات مسابقات ورزشی المپیک. Scooby به عنوان کاپیتان گروه تیم "Scooby Doobies" Laff-a-Lympics دیده می‌شود که همچنین از Shaggy و Scooby-Dum در میان اعضای آن برجسته شده‌است.
مام ستاره‌های Scooby's All-Star Laff-a-Lympics تمام ستاره‌ها Scooby's All Stars را برای فصل ۱۹۷۸–۷۹ به ترتیب به ۹۰ دقیقه کاهش دادند، زمانی که Dynomutt به نیم ساعت خود رسیده بود و رونمایی‌های ۱۹۶۹ افتاد. Scooby's All-Stars ادامه پخش رادیویی Scooby-Doo را از سال ۱۹۷۶ و ۱۹۷۷ ادامه داد، در حالی که قسمت‌های جدید Scooby-Doo در نیم ساعت به‌طور جداگانه تحت Scooby-Doo پخش می‌شود، کجایی هستی؟ بنر پس از نه هفته، جدا از کجا شما هستید! پخش شد لغو شد، و باقی مانده از ۱۶ قسمت جدید ۱۹۷۸ در طول بلوک All-Stars Scooby به بازار عرضه شد. [۲۱] ۴۰ قسمت کلی Scooby-Doo که از سال ۱۹۷۶ تا ۱۹۷۸ تهیه شد، بعدها به عنوان نمایش Scooby-Doo نمایش داده شد که تحت عنوان آن به هوا ادامه می‌دهد.

## پخش در ایران
در بین سریال های اسکوبی دوو٬ اسکوبی دوو!کمپانی حل معما٬ اسکوبی دوو!چه خبر و اسکوبی دوو تو کجایی در شبکه ماهواره ای پرشین تون دوبله و پخش شد و طرفداران زیادی را به خود جذب کرد.
سرپرستی دوبله سریال  scooby doo mystery incorporated را شیلا آژیر بر عهده داشت.
گویندگان این سریال : کریم بیانی (اسکوبی دوو و ...)٬ مجتبی فتح اللهی (شگی و ...)٬ نیلوفر حدادی (دافنه)٬ متانت   اسماعیلی (ولما)٬ امیر حکیمی (فرد)٬ خشایار شمشیرگران (آقای E و پروفسور پریکلس)٬ نازنین یاری (نقش های فرعی)، شیلا آژیر ( کَسِدی ویلیامز)
...
همچنین مدیریت دوبلاژ سریال what's new scooby doo هم به عهده مریم نوری درخشان بود.
مترجم: سیاوش شهبازی
```
گویندگان این سریال : مریم نوری درخشان (ولما و...) ،محمدرضا مومنی( فِرِد و...)، کریم بیانی (اسکوبی و ...)، مجتبی فتح اللهی (شگی و...)، نیلوفر حدادی( دافنه و...) و 
ابراهیم شفیعی
 (نقش های فرعی)
```

...
مدیریت دوبلاژ scooby doo where are you! هم به عهده نوری درخشان بود.
مترجم:سیاوش شهبازی
```
گویندگان: مریم نوری درخشان( ولما و...)، نادر کی‌مرام (اسکوبی و فِرِد و...)، مجتبی فتح اللهی( شگی و...)، نیلوفر حدادی( دافنه و...)، علی عابدی (نقش های فرعی).
```

### اسکوبی دوو و اسکرپی دوو
شخصیت‌های Scooby-Doo در ابتدای ظاهر روز شنبه صبح روز شنبه خود را در Scooby Goes Hollywood ظاهر می‌شود، تلویزیون تلویزیونی ABC که یک ساعت طول می‌کشد در زمان نخستین در ۱۳ دسامبر ۱۹۷۹ پخش می‌شود. ویژه در اطراف Shaggy و Scooby در تلاش برای متقاعد کردن شبکه به حرکت Scooby از صبح شنبه و به سری اول-زمان و جعلی از سری‌های تلویزیونی فعلی و فیلم‌های مانند روزهای مبارک، سوپرمن: فیلم، Laverne و شرلی و فرشتگان چارلی برجسته.
در سال ۱۹۷۹، برادر کوچک Scooby Scrappy-Doo به سری و صورتحساب اضافه شد، در تلاش برای تقویت امتیازهای لغزش Scooby-Doo [22] اپیزودهای ۱۹۷۹ تا ۱۹۸۰، تحت عنوان عنوان Scooby-Doo و Scrappy-Doo به عنوان یک نمایش نیمه ساعتی مستقل پخش شد، موفق به تجدید علاقه به نمایش شد. Lennie Weinrib صدای Scrappy را در قسمت‌های ۱۹۷۹ تا ۸۰ پخش کرد، و Don Messick این نقش را در نظر گرفت. [۲۲] مارلا Frumkin جایگزین پت استیونس به عنوان صدای ولما در اواسط فصل.

## سریال‌های اسکوبی دوو
▪اسکوبی دو، تو کجایی؟ (۱۹۶۹_۱۹۷۰)
▪فیلم‌های جدید اسکوبی دو(۱۹۷۲_۱۹۷۳)
▪برنامه اسکوبی دو(۱۹۷۶_۱۹۷۸)
▪اسکوبی و همه ستاره‌های لاف یک لیگ بزرگ(۱۹۷۷_۱۹۷۹)
▪اسکوبی دو و اسکرپی دو(۱۹۸۰_۱۹۸۲)
▪برنامه جدید اسکوبی دو و اسکرپی دو(۱۹۸۳_۱۹۸۴)
▪۱۳ روح اسکوبی دو(۱۹۸۵)
▪سگی به نام اسکوبی دو (۱۹۸۸_۱۹۹۱)
▪چه خبرا اسکوبی دو؟ (۲۰۰۲_۲۰۰۶)
▪شگی و اسکوبی دو، سرنخ را پیدا کنید. (۲۰۰۶_۲۰۰۸)
▪اسکوبی دوو! کمپانی حل معما(۲۰۱۰_۲۰۱۳)
▪خیالت راحت اسکوبی دوو(۲۰۱۵_۲۰۱۸)
▪اسکوبی دو و حدس بزن کیه؟ (۲۰۱۹ ـ ۲۰۲۱) 
اسکوبی دو ۲۰۲۰ اسکوب

## شخصیت‌ها
اسکوبی دو: شخصیت اصلی داستان که یک سگ هست و عاشق خوراکی است مخصوصاً خوراکی اسنک اسکوبی و معمولاً همیشه به همراه شگی طعمهٔ هیولاها می‌شود تا فِرِد جونز بتواند هیولاها را با تله‌های زیرکانه خود گیر بیندازد.
نورویل راجر{ملقب به شگی}: او صاحب اسکوبی است.او و اسکوبی ترسو و کمی احمق هستند. شگی عاشق خوراکی مخصوصاً اسنک اسکوبی است.
فِرِد جونز:رئیس گروه که برای گیر انداختن هیولاها با تله خود به گروه کمک می‌کند.
ولما دینکلی: ولما معمولاً به عنوان یک زن جوان بسیار زیرک و علاقه‌مند به علم به تصویر کشیده می شود‌. به طوری که در مجموعه «اسکوبی و اسکرپی دوو» او را به عنوان یک دانشمند تحقیقاتی ناسا به تصویر کشیدند.
دافنه بلیک: دافنه دختری مشتاق به حل معما، اما دست و پا چلفتی به تصویر کشیده شده‌است، از این رو نام مستعار او را "Danger-Prone Daphne"گذاشته‌اند که همیشه به تله میفتد، او بیشتر اوقات ربوده می‌شود، اسکوبی و شگی معمولاً او را نجات می‌دهند، اما گاهی فرد و ولما یا حتی کل باند او را انجام می‌دهند. او علاقه زیادی به مد و شیک پوشی دارد و در عین حال رزمی کار و باهوش است. دافنه و فِرِد عاشق یکدیگر هستند.
در اقتباس های جدیدتر،دافنه دیگر دست و پا چلفتی نیست.بلکه زیرک تر از قبل به تصویر کشیده شده است و همچنین با فرد رابطه دوستانه ای دارد.